# Clarksburg (Maryland)
Clarksburg – jednostka osadnicza w Stanach Zjednoczonych, w stanie Maryland, w hrabstwie Montgomery.